# 法蘭茲·費迪南
法蘭茲‧費迪南（Franz Ferdinand）是一隊英國獨立搖滾組合，2001年在蘇格蘭的格拉斯哥組成。樂隊名稱是按奧地利的費迪南大公而名。樂隊成員包括Alex Kapranos (主唱、吉他手)、Bob Hardy (低音吉他手)、Nick McCarthy (吉他手、鍵盤手及和音)以及Paul Thomson (鼓手及和音)、參與第五張專輯的新成員則是Dino Bardot（吉他手、和音） 以及 Julian Corrie（鍵盤手、合成器及和音）

## 歷史
成立（2001年–2003年）
奧地利的 弗朗茨·斐迪南大公（Archduke Franz Ferdinand）成為這支樂隊名稱的靈感來源。
樂隊成員在1990年代曾加入不同的樂隊，包括 The Karelia、Yummy Fur、10p Invaders 和 Embryo。Alex Kapranos 和 Paul Thomson 在一次派對上相識，隨後成為好友，並一起在 Yummy Fur 演奏，之後開始合作創作歌曲。同時，Kapranos 教會他的朋友 Bob Hardy 如何彈奏貝斯，這是因為他從 Belle & Sebastian 的 Mick Cooke 那裡得到了貝斯吉他。2001年，Kapranos 遇到了吉他手 Nick McCarthy，當時 McCarthy 剛從德國學習爵士貝斯後返回蘇格蘭。
當樂隊成員聚在一起後，他們決定將樂隊命名為 Franz Ferdinand。這個名字最初來自一匹名為 Archduke Ferdinand 的賽馬。2001年，這匹馬贏得 Northumberland Plate 賽事後，樂隊開始討論 弗朗茨·斐迪南大公，並認為這個名字很適合作為樂隊名稱，因為它具有押韻的美感，而且大公的死也帶有深遠的歷史意義——他的刺殺事件是導致 第一次世界大戰 爆發的重要因素之一。在一次訪談中，Hardy 回憶道：「主要是因為我們喜歡這個名字的聲音，喜歡它的押韻感。」Kapranos 接著說：「他也是一位非常傳奇的人物。他的一生，或至少是他的死亡，成為改變整個世界的催化劑，而這正是我們希望我們的音樂能夠做到的。但我不想過度解釋這個名字的含義，本質上，一個名字應該聽起來很棒……就像音樂一樣。」Thomson 最後補充道：「我喜歡這個想法——如果我們變得受歡迎，也許未來當人們聽到『Franz Ferdinand』這個名字時，會首先想到我們的樂隊，而不是那位歷史人物。」

### 成立
在90年代，樂團成員分別加入不同的組合，包括The Karelia、Yummy Fur、10p Invaders和Embryo。Alex Kapranos和Paul Thomson曾同時加入組合Yummy Fur，然後合作創作歌曲。同一時間，Alex教他的朋友Bob Hardy玩低音吉他。在2001年，Alex遇上了剛從德國回到蘇格蘭的吉他手Nick McCarthy。
在2003年5月，樂團和獨立唱片公司Domino Records簽下合約，並錄製了一張EP，其後Domino將這張EP命名為Darts Of Pleassure並在2003年推出，封面由鼓手Paul Thomson設計。這張EP登上了英國流行榜第43位。在2003年後期，樂團贏得2004年的NME Awards的Phillip Hall Radar Award。

### Tonight／就在今夜(2007-2009)
在2007年後期，法蘭茲‧費迪南在格拉斯哥錄製第三張錄音室專輯。在一個與英國報章獨立報的訪問中，樂隊表示第三張專輯會受非洲音樂影響。
在2008年6月6日，樂隊的官方網站已經修復，提供即將推出的專輯的節錄。新專輯"Tonight: Franz Ferdinand"已確定將於2009年1月26日發行，目前已在某些英國通路開放預購。

### 第五張專輯(2016-至今)
2016年7月，樂團宣布吉他手Nick McCarthy為了專注於家庭和其他音樂興趣，不會參與錄製和巡迴他們的下一張專輯。但樂團強調Nick將來可能會重新加入樂團。
2017年5月19日，在北美巡迴開始的前兩天，樂團宣布了他們兩位新的樂團成員。吉他手是前1990s的成員Dino Bardot、負責鍵盤及合成器則是Julian Corrie。
2017年10月25日，樂團發表了單曲"Always Ascending"，而它同時也會是即將於2018年2月9日發行的第五張錄音室專輯名稱。

## 名稱
樂隊的名稱原是受一隻叫The Archduke的賽馬啟發，在電視看過牠後，組合開始討論Archduke Franz Ferdinand這個名及認為它是個好名字。這是因為名稱的英文發音和費迪南大公之死的暗示（他的暗殺是第一次世界大戰的主因）。組員曾在一個非常早期的訪問中討論過——Bob說：「我們主要喜歡它（名稱）的讀音。」Alex補充：「還有它的頭韻。他也是一個驚人的人物。他的生命，或者生命的終結，是整個世界改變的催化劑......他是歷史的中心點。但我不想將名稱賦予理智。基本上，名稱應該就像音樂一樣好聽。」Paul則有一個較偉大的觀念：「我喜歡這個主意，如果我們變得流行，人們一聽到Franz Ferdinand這個名可能會想起我們，並不是歷史人物。」
在第一張專輯內的歌曲Take Me Out，是第二張發行的單曲。單曲的B-Side歌曲All For You Sophia，是根據費迪南大公和他妻子遭暗殺的事而寫的。其實他的妻子是叫Sophie，並不是Sophia，這個改動是令歌曲聽起來更好。

## 藝術
樂隊最著名的是在單曲和唱片封面用了俄羅斯先鋒派的畫像。以專輯You Could Have It So Much Better為例，樂隊引用了Alexander Rodchenko在1924年所拍攝的Lilya Brik肖像;在Take Me Out的封面，樂隊同樣引用了Alexander Rodchenko的作品世界的六份之一(One-Sixth Part of the World)。This Fire和Michael分別引用了El Lissitzky的Beat the Whites with the Red Wedge和A Proun。

### 音樂錄影帶
宣傳樂隊單曲用的音樂錄影帶是受到俄羅斯的先鋒派影響，就好像他們的單曲封面。
由Jonas Odell執導的Take Me Out音樂錄影帶，受到達達主義、Busby Berkeley的舞藝和俄羅斯的構成派的設計。其後的單曲This Fire，風格和Take Me Out相似。

## 音樂唱片

### 錄音室專輯
- Franz Ferdinand (同名專輯) (2004年)
- You Could Have It So Much Better (因為你值得) (2005年)
- Tonight: Franz Ferdinand (2009年)
- Right Thoughts, Right Words, Right Action (2013年)
- Always Ascending (2018年)
- The Human Fear (2025年)

### EP
- Darts of Pleassure (2003年)

### 單曲
| 年份   | 標題                        | 榜上排名       | 榜上排名             | 榜上排名           | 榜上排名     | 榜上排名       | 專輯                     |
| 年份   | 標題                        | 英國單曲排行榜 | 美國公告牌百强单曲榜 | 美國現代搖滾歌曲榜 | 巴西 Hot 100 | 加拿大 Hot 100 | 專輯                     |
| ------ | --------------------------- | -------------- | -------------------- | ------------------ | ------------ | -------------- | ------------------------ |
| 2003年 | "Darts of Pleasure"         | #44            | -                    | -                  | -            | -              | 同名專輯                 |
| 2004年 | "Take Me Out"               | #3             | #66                  | #3                 | #2           | -              | 同名專輯                 |
| 2004年 | "The Dark of the Matinée"   | #8             | -                    | -                  | -            | -              | 同名專輯                 |
| 2004年 | "Michael"                   | #17            | -                    | -                  | -            | -              | 同名專輯                 |
| 2004年 | "This Fire"                 | #8 a           | -                    | #17                | -            | -              | 同名專輯                 |
| 2005年 | "Do You Want To"            | #4             | #76                  | #9                 | #22          | -              | 因為你值得               |
| 2005年 | "Walk Away" b               | #13            | -                    | -                  | #36          | -              | 因為你值得               |
| 2006年 | "The Fallen / L. Wells" c   | #14            | -                    | #39                | -            | -              | 因為你值得               |
| 2006年 | "Eleanor Put Your Boots On" | #30            | -                    | -                  | -            | -              | 因為你值得               |
| 2008年 | "Lucid Dreams"              | -              | -                    | -                  | -            | #17            | Tonight: Franz Ferdinand |
| 2009年 | "Ulysses"                   | -              | -                    | -                  | -            | -              | Tonight: Franz Ferdinand |

a 網上下載歌曲榜

b 只在英國發行

c 雙A-side單曲

### DVD
- Franz Ferdinand (搖滾現場) (2006年)

## 獎項
| 年份 | 單位                       | 獎項                         |
| ---- | -------------------------- | ---------------------------- |
| 2004 | 水星音樂獎 (Mercury Prize) | 水星音樂獎                   |
| 2004 | NME Awards 2004            | Philip Hall Radar Award      |
| 2004 | Q Awards                   | 最佳音樂錄影帶 (Take Me Out) |
| 2005 | 全英音樂獎 (BRIT Awards)   | 最佳組合                     |
| 2005 | 全英音樂獎                 | 最佳英國搖滾組合             |
| 2005 | NME Awards 2005            | 最佳歌曲 (Take Me Out)       |
| 2005 | NME Awards 2005            | 最佳專輯 (同名專輯)          |
| 2006 | NME Awards 2006            | 最佳現場演出組合             |

## 來源
1. ↑  . pitchfork.com.   [2017-10-25]. （原始内容存档于2021-03-08） （英语）.
2. ↑  . Consequence of Sound. 2016-07-08  [2017-10-25]. （原始内容存档于2021-02-24） （美国英语）.
3. ↑  Miaoux, Miaoux. . @miaouxmiaoux. 9:10 AM - 19 May 2017  [2017-10-25] （英语）.
4. ↑  Miaoux, Miaoux. . @miaouxmiaoux. 6:42 AM - 19 May 2017  [2017-10-25] （英语）.

## 外部連結
- 法蘭茲‧費迪南英文官方網站
- 法蘭茲‧費迪南官方MySpace （页面存档备份，存于）
- 法蘭茲‧費迪南英文官方網站